# Жарыпшыккан
Жарыпшыккан (Жангелди; каз. Жарыпшыққан) — солёная река в Казахстане в бассейне Уила. Протекает по территории Кызылкогинского района Атырауской области. Длина 244 км. Начинается в урочище Камысколь, впадает в озеро Болекаяк. В среднем течении разбивается на множество рукавов. Русло извилистое, шириной около 30 м.